# Prince Buaben
Prince Buaben (Akosombo, 23 aprile 1988) è un ex calciatore ghanese, di ruolo centrocampista.

## Palmarès

### Club

#### Competizioni nazionali
- Supercoppa dei Paesi Bassi: 2

Ajax: 2005, 2006
- Coppa dei Paesi Bassi: 1

Ajax: 2005-2006
- Coppa di Scozia: 1

Dundee United: 2009-2010
- Scottish Championship: 1

Hearts: 2014-2015